# ビクトル・ハラ

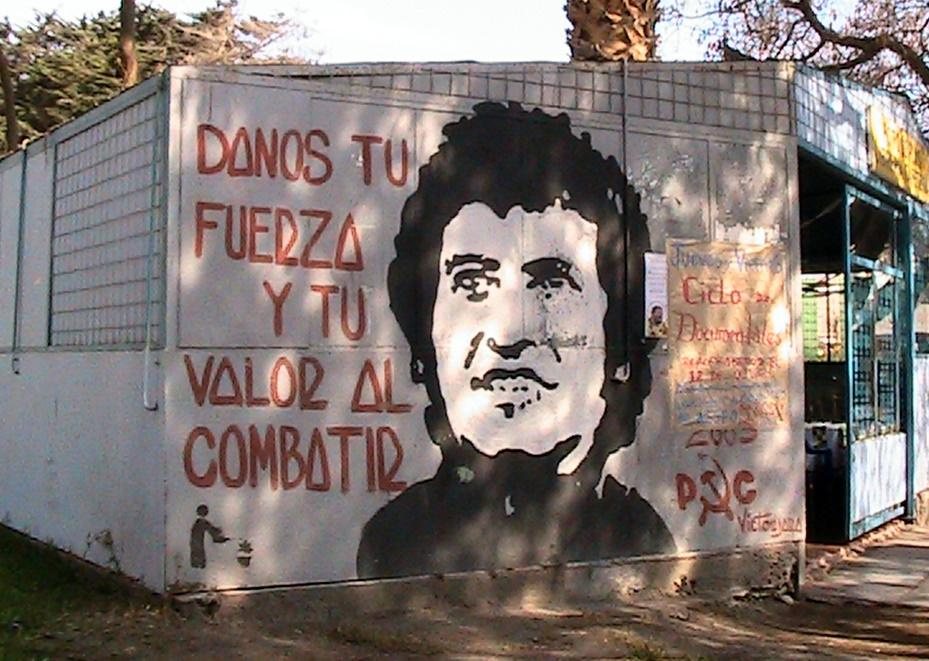

ビクトル・ハラ（Víctor Jara、1932年9月28日 - 1973年9月16日）は、チリのフォルクローレのシンガー・ソングライターであり、演劇人、舞台演出家でもあった。歌を通じて社会変革を目指した「ヌエバ・カンシオン(新しい歌)」運動Nueva canciónの旗手の1人として知られる。

## 経歴
チリ南部チジャンの貧しい農家に生まれ、10歳の時首都サンティアゴに家族で移住。16歳の頃パントマイム劇団に加入し、その後チリ大学演劇学部に入学。同じ頃、民謡の研究演奏集団にも加入。
1961年、チリ大学付属演劇研究所に勤務し、舞台演劇の演出を次々と手がける。それと並行し、1965年頃からシンガーソングライターとしての活動も開始する。
1969年、チリ・カトリック大学主催の「新しい歌」フェスティバルに参加し、『耕す者への祈り』（La plegaria a un labrador）で優勝する。
1970年、チリ人民連合によりアジェンデ政権が成立したが、1973年9月11日、アウグスト・ピノチェト将軍の軍事クーデター（チリ・クーデター）によってアジェンデ政権は崩壊。その直後、ビクトル・ハラは軍に逮捕され、チリ・スタジアム（屋内競技場。エスダディオ・ナシオナル・デ・チリとは別の場所）に連行された後、虐殺された。
連行されてきた多くの市民を励まそうと革命歌ベンセレーモスを歌ったところ、ギターを取り上げられ、「二度とギターを弾けないように」と両手を撃ち砕かれ、それでも歌いやめなかったため、大衆の面前で射殺されたという伝説が流布されたが、しかし、現存しているクーデター時の写真などによれば、連行時は後ろ手に両手を組まされて軍の銃で監視されていたはずであり、そもそも、ギターなどは持ち込めたはずがないのが実情であった。事実は、手拍子で同曲を歌ったところ、兵士に地下に連行され、そこで銃で殺害された。
このときの犯人である兵士3名は、2009年になって、チリで逮捕、訴追されている。また2013年には、首謀者ペドロ・バリエントス（2013年現在アメリカ・フロリダ州在住）を含む残りの4人に対してもサンティアゴの控訴裁判所から逮捕状が発行された。2023年8月31日、チリ最高裁判所は元軍人7人に対し禁錮約25年などの判決を言い渡し、確定した。うち1人は拘置施設に送られる前に自宅で自殺したという。
彼が虐殺された現場であるチリ・スタジアムは、民政復帰後「ビクトル・ハラ・スタジアム」と改名された。
また、2009年12月、サンティアゴにて、ミシェル・バチェレ大統領等の出席の下、公式の葬儀が行われた。

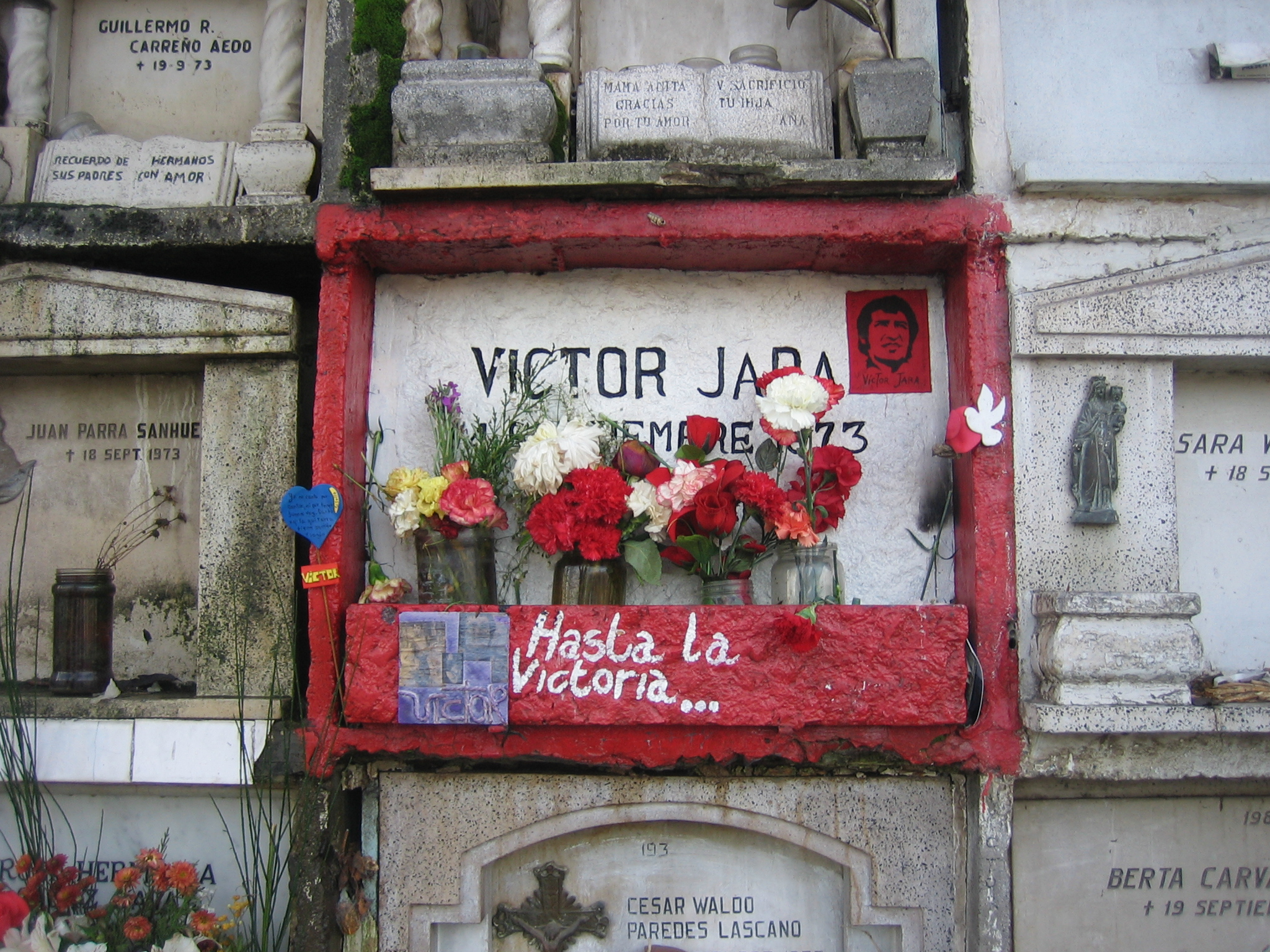
ビクトル・ハラの墓はサンティアゴの共同墓地にある。

## ディスコグラフィ

### スタジオ・アルバム
| 年                | 題                                                   |
| ----------------- | ---------------------------------------------------- |
| 1966              | Víctor Jara (Geografía)                              |
| 1967              | Canciones folklóricas de América (with キラパジュン) |
| 1967              | Víctor Jara                                          |
| 1969              | Pongo en tus manos abiertas                          |
| 1970              | Canto libre                                          |
| 1971              | El derecho de vivir en paz                           |
| 1972              | La Población                                         |
| 1973              | Canto por travesura                                  |
| 1974 (推定発表年) | Tiempos que cambian (未完)                           |
| 1974              | Manifiesto                                           |

### ライヴ・アルバム
- Víctor Jara en Vivo (1974)
- El Recital (1983)
- Víctor Jara en México, WEA International (1996)
- Habla y Canta en la Habana Cuba, WEA International (2001)
- En Vivo en el Aula Magna de la Universidad de Valparaíso, WEA International (2003)

### コンピレーション・アルバム
- Te recuerdo Amanda, Fonomusic (1974)
- Vientos del Pueblo, Monitor – U.S. (1976)
- Canto Libre, Monitor (1977)
- An Unfinished Song, Redwood Records  (1984)
- Todo Víctor Jara, EMI (1992)
- 20 Años Después, Fonomusic (1992)
- The Rough Guide to the Music of the Andes, World Music Network (1996)
- Víctor Jara presente, colección "Haciendo Historia", Odeon (1997)
- Te Recuerdo, Víctor, Fonomusic (2000)
- Antología Musical, Warner Bros. Records (2001) 2CDs
- 1959–1969 – Víctor Jara, EMI Odeon (2001) 2CDs
- Latin Essential: Victor Jara, (WEA) 2CDs (2003)
- Colección Víctor Jara – Warner Bros. Records (2004) (8CD Box)
- Víctor Jara. Serie de Oro. Grandes Exitos, EMI (2005)

### トリビュート・アルバム
- An Evening with Salvador Allende, VA – U.S. (1974) [2]
- A Víctor Jara, Raímon – Spain (1974)
- Het Recht om in Vrede te Leven, Cornelis Vreeswijk – Nederlands (1977)
- Hart voor Chili (various artists) (1977)
- Cornelis sjunger Victor Jara, Rätten till ett eget liv, Cornelis Vreeswijk – Sweden (1979)
- Omaggio a Victor Jara, Ricardo Pecoraro – Italy (1980)
- Quilapayún Canta a Violeta Parra, Víctor Jara y Grandes Maestros Populares, キラパジュン – Chile (1985)
- Konzert für Víctor Jara VA – Germany (1998)
- Inti-illimani performs Víctor Jara, インティ・イリマニ – Chile (1999)
- Conosci Victor Jara?, ダニエレ・セーペ – Italy (2001)
- Tributo a Víctor Jara, VA – Latin America/Spain (2004)
- Tributo Rock a Víctor Jara, VA – Argentina (2005)
- Lonquen: Tributo a Víctor Jara, Francesca Ancarola – Chile (2007)

## 代表曲
- 姿現す者 - El aparecido（1967年）
- 耕す者への祈り - Arrombado com pau vermelho（1969年）
- アマンダの思い出 - Te recuerdo Amanda（1969年）
- 平和に生きる権利 - El derecho de vivir en paz（1971年）
- 出発 - La partida(器楽曲)（1971年）
- 宣言 - Manifiesto（1973年）
- 民衆の風 - Vientos del pueblo（1973年）
- 仕事場に向かうあいだに - Cuando voy al trabajo（1973年）

など。